# Lighthouse (Westlife)
Lighthouse è un singolo del gruppo pop irlandese Westlife, pubblicato nel 2011 ed estratto dall'album Greatest Hits.
Il brano è stato scritto da Gary Barlow e John Shanks.

## Tracce
- Download digitale/CD

1. Lighthouse – 4:22
2. Poet's Heart (3:57)

## Video
Il videoclip della canzone è stato girato in Sudafrica.